# جیم ویلیامز
جیم ویلیامز (انگلیسی: Jim Williams؛ زادهٔ ۱ فوریهٔ ۱۹۵۰) آهنگساز اهل بریتانیا است. وی تاکنون نامزد دریافت جوایزی چون؛ جوایز آیور نوولو و جوایز سزار بوده است.